# 臬玻穆的圣若望堂 (比尔森)
臬玻穆的圣若望堂（捷克語：Kostel svatého Jana Nepomuckého）是一座罗马天主教堂区教堂，位于捷克共和国比尔森克拉托夫斯克街（Klatovské ulice）与Chodské náměstí广场的拐角处，属于天主教比尔森教区。该堂的历史与赎世主会神父的活动密切相关。

## 历史
1909年，建筑师扬·斯沃博达（Jan Svoboda）和弗兰蒂塞克·斯大马赫（František Stalmacher）设计了教堂和毗邻的修道院（修道院于1930年修建）。1910年臬玻穆的圣若望瞻礼日，举行了奠基仪式。1911年，包括两座钟楼在内的教堂竣工。1911年10月22日举行了祝圣仪式。
2005年，完成了内部和外部的全面修复，包括修复浪漫主义时期的管风琴，并安装了分隔入口区域和中殿的装饰网格。第一天。2007年9月1日，该堂成为新成立的Plzeň-Bory堂区的堂区教堂。

## 建筑
这座罗马复兴式建筑 风格的教堂建筑，长度超过50米，有三个中殿。中殿长34米，主要特征是臬玻穆的圣若望祭台，由布拉格的František Kadeřábek根据Jan Kastner教授的设计制造。圣母祭台也出自同一作者之手。